# ガリツィア
ガリツィア（ウクライナ語: Галичина、ハルィチナー、ポーランド語: Galicja ガリーツャ、ロシア語: Галиция ガリーツィヤ、ドイツ語: Galizien ガリーツィエン, ハンガリー語: Gáczország ガーチョルサーグ、英語: Galicia）は、現在のウクライナ南西部を中心とした地域である。18世紀末からポーランド最南部も含まれることもある。住民は主にウクライナ人でその多くは農民であり、少数のポーランド人貴族が大半の土地を所有していた。紅ルーシとも呼ばれた。現代では、東欧と旧ソヴィエト連邦の領域に跨る地域となっている。
「ガリツィア」という名称は、ラテン語化されたウクライナ語の「ハルィチナー」という名前に由来する。「ハルィチナー」は「ハールィチの国」または「ハールィチの土地」といった意味で、西ウクライナにあるハールィチという町名を起源としている。単に「ガリツィア」と称する場合、1772年以降のハプスブルク君主国の領邦を指すのが通例である。

## 概要

### キエフ大公国時代
981年に、ヴラジーミル聖公によってキエフ大公国に編入された。1087年には、ハールィチ公国が置かれた。1200年には、ハールィチ・ヴォルィーニ大公国（ハールィチ・ヴォロドィームィル公国）領となった。11世紀には、ポーランド王国の影響力が及ぶようになった。
キエフ大公国の崩壊後、ルーシの地にはリューリク朝の血縁関係による多くの公国が乱立して覇権を争った。そうした中、ハールィチ・ヴォルィーニ公国はドニエストル川沿いの都市ハールィチを中心に繁栄した。その領土となった一帯を指す「ガリツィア」という地名は、ハンガリー王エンドレ2世（アンドラーシュ2世）によって使用され始めたラテン名だといわれる。13世紀当時、ハールィチ・ヴォルィーニ公国はハンガリーの影響下にあった。その後、中心都市はヘルム、リヴィウへと移っていき、ハールィチは廃れていった。

### ポーランド・リトアニア時代
ハールィチ・ヴォルィーニ公国は最盛期にはルテニア・ウクライナ随一の勢力を誇ったが、ヴラジーミル大公国やリトアニア大公国など他国との競合に敗れ滅亡した。1349年のハールィチ・ヴォルィーニ戦争では、カジミェシュ3世率いるポーランド王国にガリツィアとハールィチは共に編入され、リトアニアがヴォルィーニを獲得した。
その後、ポーランド・リトアニア共和国に領有されるようになった。これにより地域の政治情勢が安定し、300年以上にわたる繁栄の時代を迎える。なかでも16世紀には、大土地所有者であるポーランド貴族のもとでユダヤ人がウクライナ人農民からの徴税を請け負う「貴族の天国、ユダヤ人の楽園、農民の地獄」とも称される状況が出現した。
17世紀半ばに入ると、（主に気候変動による不作と推定される原因で）この地域の経済状態が悪化、農地の寡占化が進み、大地主と小地主の間に大規模な土地争いが始まる。1648年と1655年には、リヴィウがウクライナ・コサックのヘーチマン、ボフダン・フメリニツキーによって攻撃を受けた。その中でユダヤ人に対する大規模なポグロムが発生している。その後、ポーランド・リトアニア連合の勢力は目に見えて衰え始めた。1700年に始まる大北方戦争ではスウェーデン軍がリヴィウを占領し、略奪やその後の疫病流行のため繁栄を失っていく。また、ユダヤ人の窮乏化も進むこととなった。

### ハプスブルク君主国時代
1772年ハプスブルク君主国は第1回ポーランド分割に加わり、この時獲得した領域がガリツィアと称された。ハプスブルク側で分割協議を主導した宰相カウニッツは消極的なマリア＝テレジアを説得する必要から、分割地域の獲得・継承の正当性について調査した。そこで歴史の記憶から浮上したのが、ハールィチ・ヴォルィーニ大公国である。かつてハンガリー王国がその領有権を主張していたことを引き合いにして支配権を正当化する根拠とした。
こうして君主国内のオーストリア帝国領としてガリツィア・ロドメリア王国が創設された。1772年にリヴィウ（ルブフ）が州都となり、翌73年にはヨーゼフ2世がガリツィア巡行を行う。1795年の第3回ポーランド分割によってガリツィアの領域は西方に拡大する。
1846年、ポーランド貴族の一部が王国再興を目指して武装蜂起したが失敗に終わった。以降、基本的にはウィーン政府への忠誠を示し、自治の獲得を目指す路線に転向していく。1848年5月2日には、ガリツィアにおける最初のウクライナの政治組織ルーシ・ラーダが置かれた。

1867年、ハプスブルク君主国はアウスグライヒによってオーストリア・ハンガリー帝国となるが、ガリツィアは引き続きオーストリア領の一部となった。その後帝国議会において、ポーランド系議員は政府支持派としてドイツ系議員とともに存在感を発揮している。
これ以降、かつてハンガリーの支配下に置かれた経緯のあるガリツィアに対し、一定の影響力を行使するようになった。

### 第一次世界大戦
1914年、第一次世界大戦が勃発すると、当初ロシア軍が侵攻してレンベルクなどを占領したが（ロシアの東ガリツィア占領 (1914年–1915年)）、その後独墺軍が奪回した。1916年のブルシーロフ攻勢で再度ロシア軍が占領したが同盟側の攻勢で奪回、ロシアではロシア革命が勃発し、1918年のブレスト＝リトフスク条約により東部戦線は終結した。

### 現代へ

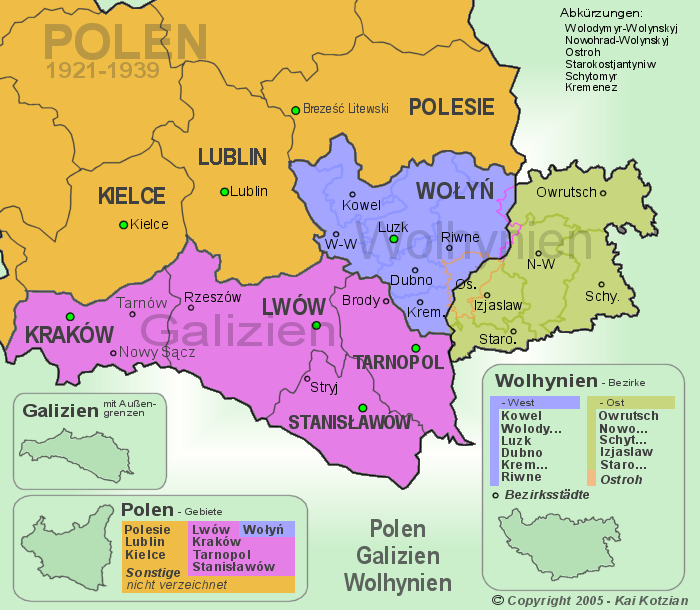
戦間期のポーランド南東部と歴史的なヴォルィーニ（Wolhynien）・ガリツィア（Galizien）地方

第一次世界大戦後の1918年に西部は独立したポーランド共和国の領土とされた（タルノプジェク共和国）。一方、東部ではウクライナ人勢力により西ウクライナ人民共和国の独立が宣言された。ポーランドは同国に侵攻し、軍事力のもとに屈服させた。その後、赤軍勢力によるガリツィア社会主義ソビエト共和国が建国されたが、赤軍はポーランド・ソビエト戦争に敗れ、1923年までにガリツィア全域がポーランド領となった。これにより、ポーランドはかつてのような大きな国土を領有するようになった。
第二次世界大戦前、ポーランドは分割され西ウクライナはハンガリー、ルーマニア、そしてソ連によって支配を受けるようになった。戦後は西ウクライナは一括してソ連領となり、ガリツィアもウクライナ・ソビエト社会主義共和国に編入された。ソ連の崩壊後は、独立したウクライナの領土となって今に至っている。

## 紋章
(1) は13世紀初頭の最も古いとされるガリツィアの地章である。古今のウクライナ語では「ハルィチナー」と「ハルカ」（ニシコクマルガラス）の発音が類似しているので、この鳥を地章のモチーフにしたといわれる。(2) はハールィチ・ヴォルィーニ大公国の国章である。14世紀にはガリツィアの首都はハールィチからリヴィヴに遷都された。ウクライナ語ではリヴィヴは「レーヴの町」（ライオンの町）という意味で、ガリツィアの地章はカラスからライオンに変わったと思われる。19世紀のガリツィアは「ガリツィア・ロドメリア（ハールィチ・ヴォルィーニ）の王国」としてオーストリア帝国の一部となり、(3) の新しい「王国章」をもらった。中世時代のハルィチナーの「カラス」と、ポーランドの最南部の地章、「三つの冠」をあわせて創った紋章である。現在ウクライナのリヴィウ州の (4) の州章は、若干変更された中世時代のハルィチナーの国章である。

(1)
(2)
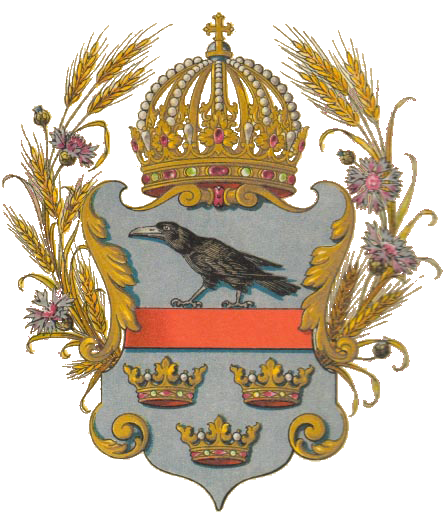
(3)
(4)

## 主要河川
- ドニエストル川
- 西ブーフ川
- サン川（スャン川）

## 現代の主要都市
- リヴィウ
- イヴァーノ・フランキーウシク
- テルノーピリ
- プシェムィシル
- ジェシュフ
- ビェルスコ＝ビャワ
- ノヴィ・ソンチ

## 周辺の歴史的地域
- ヴォルィーニ
- ブコヴィナ
- ルテニア
- ルーシ
- フツーリシュチナ

## ガリツィアに因むもの
- ハルィチナー - ナチス・ドイツ時代にウクライナ人によって組織された武装親衛隊である第14SS武装擲弾兵師団「第1ウクライナ」の別称。
- BG-55 ハルィチナー - ウクライナ国家国境庁の保有した海上警備艦。
- ハルィチナー - ウクライナ海軍のミサイル巡洋艦。